# Slaná (chráněný areál)
Slaná je chráněný areál v oblasti Slovenský kras.
Nachází se v katastrálním území obcí Brzotín, Plešivec a Slavec v okrese Rožňava v Košickém kraji. Území bylo vyhlášeno v roce 2011 na rozloze 35,231 ha. Ochranné pásmo nebylo stanoveno.